# Biscutella divionensis
Biscutella divionensis är en korsblommig växtart som beskrevs av Claude Thomas Alexis Jordan. Biscutella divionensis ingår i släktet Biscutella och familjen korsblommiga växter. Inga underarter finns listade i Catalogue of Life.